# Megaselia tecticauda
Megaselia tecticauda är en tvåvingeart som beskrevs av Borgmeier 1964. Megaselia tecticauda ingår i släktet Megaselia och familjen puckelflugor. Inga underarter finns listade i Catalogue of Life.